# Oranjestad
Oranjestad è la capitale e la città principale di Aruba (Mar dei Caraibi), è situata nella parte nord ovest dell'isola e ha 28 294 abitanti (2014).

## Storia
La sua fondazione risale al 1796, quando un nucleo abitato fu edificato intorno al Forte Zoutman che è tuttora uno dei monumenti principali della città e una delle sue principali attrazioni turistiche insieme al porto esente da tasse.

## Geografia fisica
L'architettura della città ha influenze sia locali sia olandesi. L'aeroporto internazionale si chiama Queen Beatrix, mentre la strada commerciale principale della città è Caya G. F. Betico Croes.